# Filomele

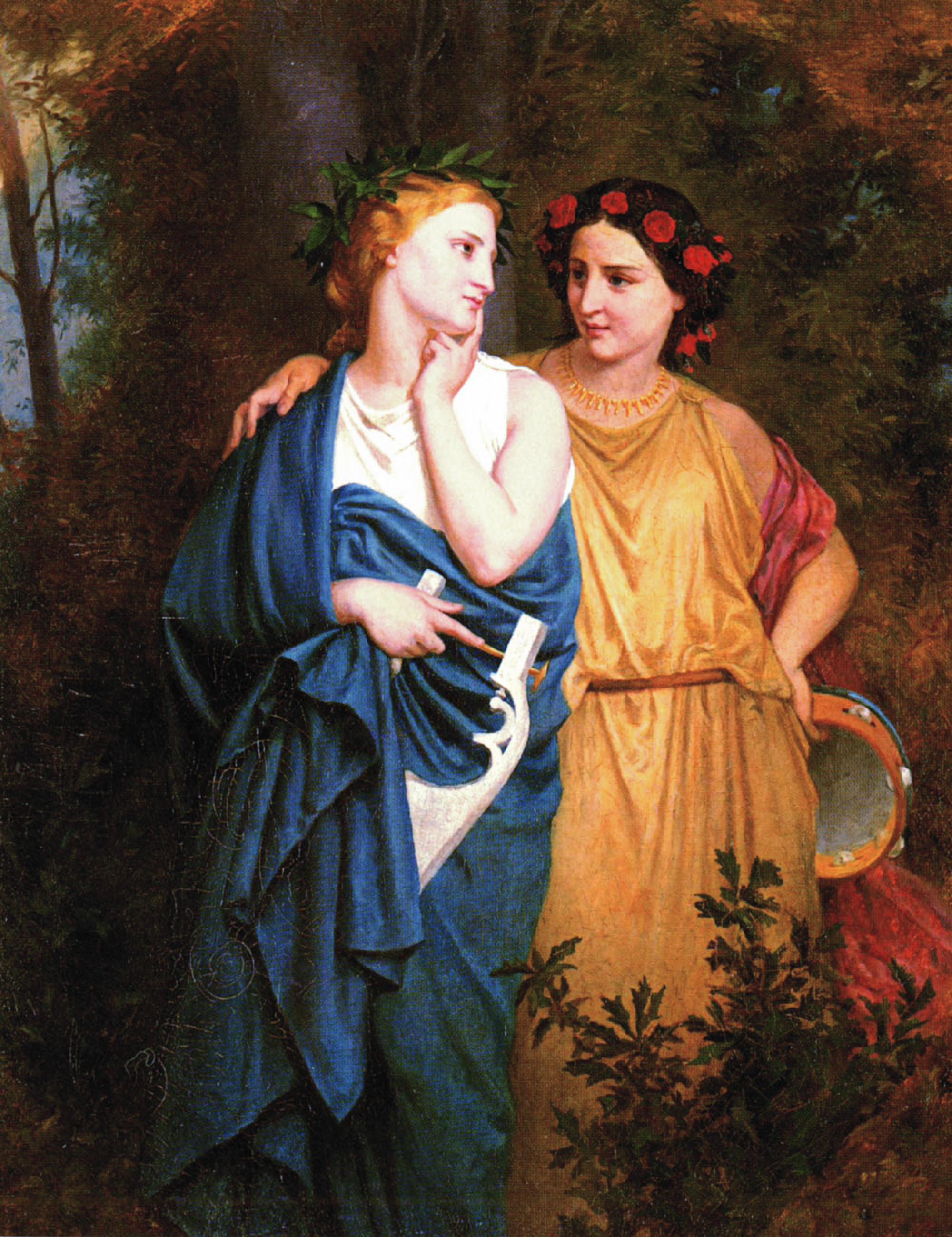
Filomele och Prokne, målning av Elizabeth Jane Gardner.

Filoméle eller Filomela var i grekisk mytologi en dotter till den attiske sagokonungen Pandion. Hon våldtogs av den thrakiske fursten Tereus, som var förmäld med hennes syster Prokne. För att hemlighålla sitt brott skar han av hennes tunga; men genom att väva in några tecken i en duk lyckades Filomele för sin syster tydliggöra vad som vederfarits henne. För att hämnas dödade systrarna Tereus och Proknes son, Itys, samt anrättade honom till en måltid åt fadern. I raseri förföljde Tereus de båda systrarna, men gudarna räddade dem genom att förvandla Prokne till en svala och Filomele till en näktergal. Tereus själv förvandlades till en hök eller en härfågel. 
Den första kända nedtecknade versionen av Sagan om Filomele finns i den grekiska mytsamlingen Bibliotheca. En senare version, skriven på vers, hittas i 6:e boken av den romerske skalden Ovidius Metamorfoser. 
Jämför Aedon.